# G. Henle Verlag
 (février 2025).
Si vous disposez d'ouvrages ou d'articles de référence ou si vous connaissez des sites web de qualité traitant du thème abordé ici, merci de compléter l'article en donnant les références utiles à sa vérifiabilité et en les liant à la section « Notes et références ».
Pour les articles homonymes, voir Verlag.
G. Henle Verlag est une maison d'édition allemande de partitions urtext, fondée en 1948 par Günter Henle. Elle publie également de nombreux fac-similés, des livres sur la musique et les compositeurs.

## Histoire de la compagnie
Dr Günter Henle, lui-même un excellent pianiste, trouvait que de son temps trop peu d'éditions publiaient avec justesse le texte musical du compositeur et que de nombreuses œuvres étaient parées d'ajouts inutiles et souvent incorrects de la part des éditeurs. Il créa donc sa propre maison d'édition qui devint vite populaire.

## Les éditions
Les éditions Henle sont caractérisées par leur couverture bleue-grise, leur préface détaillée à propos des notations musicales utilisées ou des recherches faites pour l'édition.
Jusqu'en 2000, les partitions étaient gravées à la main, mais depuis, la notation musicale assistée par ordinateur a pris le relais.